# Acer pellucidobracteatum
Acer pellucidobracteatum é uma espécie de árvore do gênero Acer, pertencente à família Aceraceae.